# アマルリクス

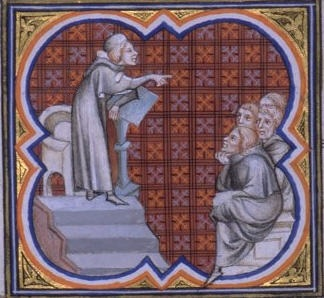
聴衆に講義するアマルリクス

ベナのアマルリクス(Almaricus, Amalricus, Amauricus,??〜1204-1207)　は中世フランスの神学者。
フランス王国のベナ出身。パリ大学で哲学と神学を教授し弁証家として名声を得た。特にそのアリストテレス哲学を発展させた講義が評判であったという。その教義は汎神論の色彩が強く、神は全ての被造物の根底にある本質であって、神の中に留まるものは罪を犯さないと主張した。しかし1204年に大学から彼の教義は非難され、自説の撤回を求められた。アマルリクスはこの屈辱のために死したとも伝えられる 。彼の教義を継承したアマルリクス派は1215年第四ラテラン公会議においても異端とされた。

## 教義
アマルリクスの思想はエリウゲナの哲学体系から引き出されたようであるが、彼はこれを新プラトン主義の影響を受けつつ汎神論の体系へ発展させた。すなわち
1. 神は全てである
2. 全てキリスト教徒は自らがキリストの体の一部であると信じねばならず、この信仰が救済に必要である。
3. 神の中に留まるものは罪を犯さない

彼は､ ｢光がそれ自身のうちに見られるのでなく、空気の中に見られるように、神は天使や、人間自身によって見られるのでなく、創造物の中に見られる｣と言ったといわれる 。この主張はキリスト教の主要教義全てを否定するもの、つまり善と悪、罪と有徳、至福の光景ないし神の永遠の見放し等がすべて意味を失うことになる教説であった 。アマルリクの弟子達はこうした汎神論的存在論から狂信的生命論を編みだし、1209年に摘発されるまで平信徒や女性に聴衆を得ていた 。